# Deolinda da Conceição
Deolinda do Carmo Salvado da Conceição (Macao, 7 de julio de 1913 - Hong Kong, 24 de mayo de 1957) fue una periodista y escritora de Macao que marcó la escena cultural de habla portuguesa en China en los años 50 del siglo XX.

## Biografía
De nacionalidad portuguesa, Deolinda do Carmo Salvado da Conceição nació en Macao el 7 de julio de 1913. Era la cuarta hija de António Manuel Salvado, un comerciante portugués de Medellín (Castelo Branco) afincado en Macao, y de Áurea Angelina da Cunha Salvado, macaense de nacimiento. Estudió en el Liceu de Macao y, el 1 de noviembre de 1931, se casó con Luis Gaspar Alves, en Cantón. La pareja se mudó a Shanghái y embargo, más tarde terminaron divorciándose.
En 1937, ya separada, se refugió en Hong Kong con sus hijos José Maria Salvado Alves y Rui Cândido Augusto Alves, ante la invasión japonesa de Shanghái. Sin embargo, en diciembre de 1941, Hong Kong también fue ocupada por los japoneses, comenzando así un período oscuro para esta colonia británica, que solo terminó con la rendición de Japón en agosto de 1945. Durante este período, fue directora de una escuela de portugués en Hong Kong y traductora de noticias del inglés al portugués para el periódico "A Voz de Macau".
Con el final de la Segunda Guerra Mundial, da Conceição regresó a Macao con sus dos hijos. Allí se convirtió en secretaria de la junta y periodista del diario "Noticias de Macau", fundado en agosto de 1947. También fue profesora de inglés y taquigrafía en la Escola Comercial Pedro Nolasco. El 29 de mayo de 1948 se casó con António Maria da Conceição, su compañero de trabajo y más tarde, director de "Noticias de Macau". Da Deolinda do Carmo Salvado da Conceição también escribió en periódicos crónicas, artículos de crítica literaria y artística, ensayos, cuentos y una "página femenina" que fue muy apreciada.
En 1956, visitó Portugal por primera vez en un barco de vapor, junto con su nuevo marido y su hijo António Maria da Conceição Júnior, nacido en 1951. Permaneció seis meses en Lisboa, donde logró convencer a la prestigiosa Livraria Francisco Franco de que publicara su único libro, "Cheong Sam - a Cabaia". Sin embargo, a Deolinda le diagnosticaron una enfermedad incurable e intentó conocer más y mejor Portugal. En 1957, regresó a Macao con su esposo y su hijo António. Inmediatamente fue hospitalizada en Hong Kong, donde murió el 24 de mayo de 1957, con tan solo 43 años.
Hija de António Manuel Salvado (1879-1932) y de Áurea Angelina da Cunha Salvado (1887-1919), Deolinda da Conceição se casó con Luis Gaspar Alves (1910-1963) el 1 de noviembre de 1931. De este matrimonio nacieron dos hijos, José María Salvado Alves, quien nació el 10 de agosto de 1932 y Rui Cândido Augusto Alves, quien nació el 7 de noviembre de 1936. El 29 de mayo de 1948, Deolinda se casó con António Maria da Conceição, con quien tuvo un hijo, António Maria da Conceição Júnior, que nació el 6 de diciembre de 1951.

## Cheong-Sam - la Cábala
"Cheong-Sam - a Cabaia", su único libro, fue publicado por primera vez en Lisboa en 1956 por Livraria Francisco Franco. Este libro está compuesto por 27 cuentos, la mayoría de los cuales han sido publicados previamente en “Noticias de Macau”. Todos estos cuentos tratan principalmente de la posición y condición de las mujeres en China y Macao. Más específicamente, retratan la lucha de las mujeres chinas educadas y occidentalizadas por su emancipación en una sociedad profundamente tradicional y patriarcal. También cuentan la vida de mujeres y hombres chinos que sucumbieron o lucharon contra la opresión, la pobreza extrema y supersticiones ancestrales. También reflexionan sobre los peligros del materialismo y los numerosos prejuicios que sufrían las mujeres chinas.
Sus historias también retratan los efectos de la Segunda Guerra Mundial, que la propia autora experimentó. También denuncian las innumerables injusticias sociales, en particular los casos de chinos de Macao que fueron discriminados por la comunidad portuguesa y macaense. En este libro también hay relatos de amor, en su mayoría con final trágico, resultado de barreras socioeconómicas o raciales infranqueables. Como mestiza de ascendencia portuguesa o macaense, Deolinda da Conceição era muy consciente de la fuerza y los efectos nocivos de estas barreras, a saber, las raciales.
Pero no todo el libro es tragedia y tristeza, también hay algunos pasajes donde varios personajes revelan la solidaridad humana y la renuncia a la condición y clase social que la sociedad les ha otorgado. Para Deolinda, estos nobles sentimientos humanizan las relaciones sociales, haciendo la sociedad más libre y feliz.
En ese momento y después de su publicación, el libro recibió elogios de varios escritores y críticos de Portugal y Macao, tales como:
En 1979, su hijo António logró convencer al gobierno de Macao de que reeditara " Cheong-Sam - la Cabaia ". En 1987, la Oficina de Asuntos Culturales de Macao publicó una nueva edición de este libro y al año siguiente publicó su versión en chino. En 2007, el Instituto Internacional de Macao patrocinó una nueva edición de "Cheong Sam - A Cabaia", cuyo lanzamiento coincidió con el tercer Encuentro de Comunidades de Macao.